# Masten Space Systems
Masten Space Systems — американська компанія-виробник аерокосмічної продукції у місті Мохаве, штат Каліфорнія, яка розробляє лінійку вертикально злітаючих та, вертикально сідаючих апаратів, спочатку для безпілотних дослідницьких орбітальних та суборбітальних космічних польотів і, врешті-решт, призначених для забезпечення роботизованих орбітальних запусків.
У 2020 році НАСА присудило Masten Space Systems контракт на місію з посадкою на Місяць; НАСА має заплатити Masten Space Systems 75,9 мільйонів доларів США за те, щоб Masten Space Systems побудував і запустив десант під назвою XL-1 для перевезення NASA та інших вантажів клієнтів на південний полюс Місяця. Ця місія стане першим космічним польотом Masten; він запланований на кінець 2022 р.

## Історія
Masten Space Systems базується в штаті Каліфорнія, штат Мохаве, і в даний час розробляє лінійку багаторазових космічних кораблів VTVL та відповідне обладнання для ракетних рухів.
Masten Space Systems брали участь у премії NASA та Lunar Lander Challenge X Prize NASA та Northrop Grumman у 2009 році, вигравши другий приз першого рівня — 150 000 доларів США та перший приз другого рівня — 1 000 000 доларів США. 2 листопада 2009 року було оголошено, що Masten Space Systems виборов перше місце у категорії другого рівня, а Armadillo Aerospace вийшов на друге місце.
Masten Space Systems було обрано для ініціативи Lunar CATALYST НАСА 30 квітня 2014 р.
Masten подав заявку на участь в програмі Commercial Lunar Payload Services (CLPS) НАСА 29 листопада 2018 року. Masten запропонував NASA розробити місячний посадковий апарат під назвою XL-1 для перевезення наукового корисного навантаження на Місяць. NASA прийняло цю пропозицію для оцінки, буде вона розроблена чи ні, як частина програми CLPS. Пізніше НАСА вибере, які з заявок, поданих на програму CLPS різними компаніями, які мають право брати участь у конкурсі на CLPS, агентство врешті фінансуватиме для розвитку.
8 квітня 2020 року було оголошено, що NASA обрало заявку Masten CLPS для розробки. НАСА присудило Masten контракт на 75,9 мільйона доларів на будівництво, запуск, посадку та експлуатацію свого посадкового апарата Moon-XL XL-1.
Посадковий апарат компанії доставить корисне навантаження від NASA та інших клієнтів до південного полюса Місяця. Місія запланована на кінець 2022 року.

## Інші товари та послуги
На додаток до своєї лінійки транспортних засобів, Masten Space Systems в даний час пропонує свої запалювачі та двигуни власної розробки для зацікавлених осіб. Masten також на численних конференціях заявляла про свій намір брати участь у створенні нових технологій та доведенні концептуальних проектів до реальних робочих інженерних виробів.

### Masten Mission One
В кінці 2022 року Masten Space Systems запустить місію з висадкою на Місяць під назвою Masten Mission One або MM1 за допомогою ракети-носія SpaceX Falcon 9 або Falcon Heavy. Він матиме набір корисних навантажень для NASA.